# Parkerzwergkauz
Der Parkerzwergkauz (Glaucidium parkeri), auch Zamora-Sperlingskauz genannt, ist eine kleine Eulenart aus der Gattung der Sperlingskäuze. Er kommt ausschließlich in Südamerika vor. Die Art ist erst 1995 wissenschaftlich beschrieben worden.

## Erscheinungsbild
Der Parkerzwergkauz erreicht eine Körpergröße von etwa 14 Zentimetern und zählt damit zu den kleinsten Sperlingskauz-Arten. Federohren fehlen. Der Gesichtsschleier ist sehr fein weiß und braun gefleckt. Die Art ist auf der Körperoberseite braun, der Oberkopf und die Kopfseiten sind deutlich grauer als die Körperoberseite und auffallend weiß gefleckt. Das Occipitalgesicht im Nacken ist sehr auffallend. Die Seiten der Vorderbrust sind rötlichbraun mit einigen weißen Flecken, ansonsten ist die Körperunterseite weißlich mit auffallenden kastanienbraunen Längsstreifen. Die Augen sind gelb.
Im Verbreitungsgebiet des Parkerzwergkauzes kommen einige weitere Sperlingskauz-Arten vor, mit denen dieser verwechselt werden kann. Der Brasilzwergkauz ist größer und der Kopf ist gestreift. Der Peruzwergkauz ist gleichfalls größer und besiedelt einen anderen Lebensraum. Der Graukopf-Zwergkauz hat einen grauen Kopf, der auffallend mit dem braunen Körpergefieder kontrastiert.

## Verbreitungsgebiet und Lebensraum

Verbreitungsgebiet (grün) der Parkerzwergkauz

Die Verbreitung des Parkerzwergkauzes ist bislang noch nicht abschließend untersucht. Nach jetzigem Erkenntnisstand kommt die Art an der Ostseite der Anden vom Südosten Ecuadors bis in den Norden Boliviens vor. Möglicherweise ist sie auch im Südosten von Kolumbien beheimatet. Die Art ist ein Standvogel, der feuchte subtropische Berg- und Nebelwälder besiedelt. Die Höhenverbreitung liegt zwischen 1.450 und 1.975 Meter über NN.

## Lebensweise
Wie viele andere amerikanische Sperlingskauz-Arten ist auch der Zamora-Sperlingskauz teilweise tagaktiv. Er hält sich überwiegend in den Baumwipfeln auf. Sein Nahrungsspektrum besteht größtenteils aus Insekten. Seine Fortpflanzungsbiologie ist bislang nicht untersucht.

## Namensgebung
Den Namen parkeri widmeten die beiden Erstautoren Mark Blair Robbins und Steve N. G. Howell dem Ornithologen Theodore Albert Parker III. In ihrem Artikel schrieben sie:

“We take great pleasure in naming this new owl in honor of the late Theodore A. Parker, III who for over twenty years accumulated an unparalleled knowledge of Neotropical birds and graciously shared his vast expertise with all. Robbins, and a number of the people who contributed vocal material and information to this and the subsequent paper, owe special gratitude to Ted for his friendship and encouragement throughout their Neotropical careers.”

„Es ist uns ein großes Vergnügen diese neue Eule zu Ehren von Theodore A. Parker, III zu benennen, der über zwanzig Jahre ein beispielloses Wissen über die Vögel der Neotropen erworben hat und der seine enorme Erfahrung großzügig mit jedem teilte. Robbins und andere Leute, die Stimmaufzeichnungen und Informationen zu dem folgenden Artikel beigetragen haben, sind Ted für seine Freundschaft und seine Ermunterungen während ihrer gesamten neotropischen Karriere besonders dankbar.“

## Belege

### Einzelbelege
1. ↑  König et al., S. 408
2. ↑  Mark Blair Robbins u. a., S. 2 f